# Hans-Jürgen Grabbe

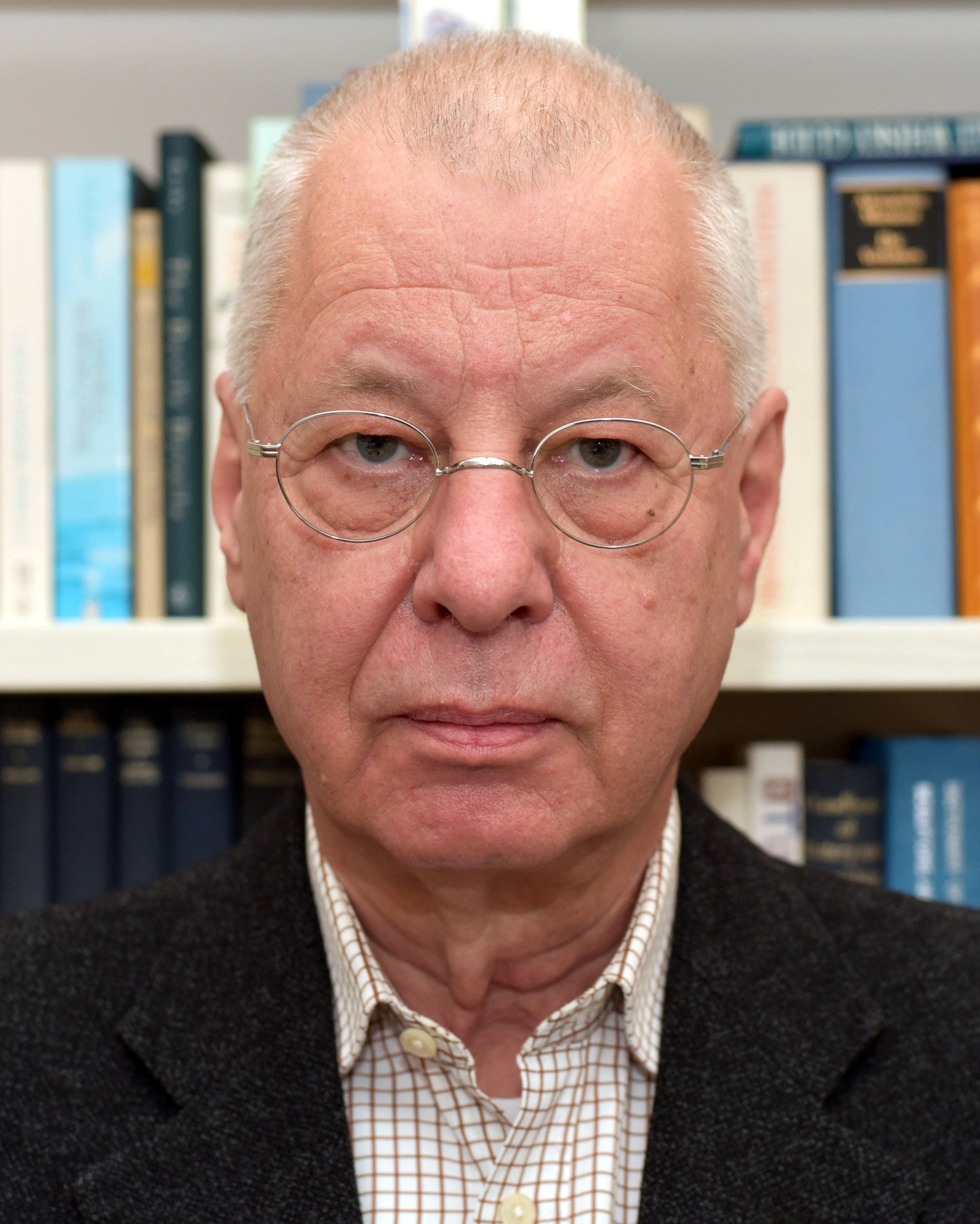
Grabbe 2018

Hans-Jürgen Grabbe (* 6. September 1947 in Detmold) ist ein deutscher Historiker und Kulturwissenschaftler. Als Gründungsdirektor leitete Grabbe das Zentrum für USA-Studien. der Martin-Luther-Universität Halle-Wittenberg. Arbeitsschwerpunkte sind die transatlantische Migration und die Geschichte der deutsch-amerikanischen Beziehungen. Seit 2016 beschäftigt sich Grabbe außerdem intensiv mit der Geschichte Wittenbergs.

## Wissenschaftliche Laufbahn
Hans-Jürgen Grabbe studierte Geschichte und Englische Philologie an der Universität Hamburg und wurde dort 1982 bei Günter Moltmann mit einer Arbeit über das Verhältnis von CDU/CSU und SPD zu den Vereinigten Staaten von Amerika zum Dr. phil. promoviert. 1990 habilitierte er sich, ebenfalls in Hamburg, mit einer sozialgeschichtlichen Untersuchung über die europäische Einwanderung in die USA während der sogenannten Frühen Nationalen Periode. Damit verbunden war die Erteilung der Venia legendi für das Fach Neuere Geschichte.
Von 1977 bis 1988 gehörte Grabbe dem Historischen Seminar der Universität Hamburg als Wissenschaftlicher Assistent und Hochschulassistent an. 1990/91 vertrat er die Professur für British and American Studies an der Universität Kassel, kam dann im Sommer 1991 als DAAD-Dozent an das Institut für Geschichte der Martin-Luther-Universität Halle-Wittenberg und vertrat dort 1991/92 die Gründungsprofessur für Neuere Geschichte. 1992 folgte er einem Ruf auf die Professur für Geschichte der Vereinigten Staaten von Amerika an der Carl von Ossietzky Universität Oldenburg. Von 1994 bis 2012 hatte Grabbe den Lehrstuhl für Angloamerikanische Kulturwissenschaft in Halle inne.

## Wissenschaftliche Funktionen
Hans-Jürgen Grabbe war Präsident der European Association for American Studies (2008–2011). 2004 bis 2008 amtierte er als Schatzmeister der EAAS. Von 1996 bis 1999 war er Präsident der Deutschen Gesellschaft für Amerikastudien Schatzmeister (1993–1997; 2002–2003) und Geschäftsführer (2003–2005). Als Gründungsdirektor baute Grabbe das Zentrum für USA-Studien an der Stiftung Leucorea in Wittenberg auf (1995–1999) und war von 2006 bis 2012 erneut Leiter dieser Einrichtung.
Grabbe war Herausgeber der Zeitschrift American Studies Journal (1996–1999, ab 2006 bis 2021), das inzwischen als New American Studies Journal. A Forum Open Access im Universitätsverlag Göttingen erscheint. Von 2003 bis 2019 gehörte er zu den Herausgebern der Zeitschrift Amerikastudien/American Studies (Universitätsverlag Winter, Heidelberg) und ist seit 2020 Mitglied des Beirats (Advisory Board). Seit 1994 verantwortet er die Schriftenreihe USA-Studien im Franz Steiner Verlag (Stuttgart). 2006 gründete Grabbe die Schriftenreihe European Views of the United States (Universitätsverlag Winter, Heidelberg).

## Stipendien und Gastprofessuren
1983/84 arbeitete Hans-Jürgen Grabbe als Fellow des American Council of Learned Societies am McNeil Center for Early American Studies der University of Pennsylvania. Er war Stipendiat der Deutschen Forschungsgemeinschaft, Gastwissenschaftler an der Stanford University (2005), Fellow am Liguria Study Center for the Arts and Humanities der Bogliasco Foundation (2006) und Gastprofessor an der Universität Wien (2010).

## Ehrungen
Am 15. Februar 2008 erhielt Hans-Jürgen Grabbe das Verdienstkreuz am Bande des Verdienstordens der Bundesrepublik Deutschland. Bundespräsident Horst Köhler würdigte mit dieser Auszeichnung u. a. sein Engagement für die Förderung der Wissenschaftsbeziehungen auf nationaler und europäischer Ebene sowie der deutsch-amerikanischen Beziehungen und die Verdienste im Zusammenhang mit der Gründung des Zentrums für USA-Studien.
Auf der Mitgliederversammlung 2013 der Deutschen Gesellschaft für Amerikastudien wurde Hans-Jürgen Grabbe anlässlich des sechzigjährigen Bestehens der DGfA aufgrund seiner wissenschaftlichen Leistungen und seines Engagements für die Amerikastudien in Deutschland und über Deutschland hinaus die Ehrenmitgliedschaft verliehen. Im Oktober 2013 erhielt er außerdem die Auszeichnung eines „Certificate of Appreciation“ des United States Department of State für „herausragende Verdienste bei der Förderung des wechselseitigen Verständnisses zwischen Deutschland und den USA durch Lehre, Forschung und Öffentlichkeitsarbeit“.
Zu Grabbes 70. Geburtstag fand vom 25. bis 27. September 2017 in Wittenberg ein internationales Symposium zum Thema „Women and U.S. Politics“ statt. Die aus dieser Tagung resultierende Festschrift ist unter dem Titel Women and US Politics: Historical and Contemporary Perspectives. Essays in Honor of Hans-Jürgen Grabbe 2020 im Winter Verlag Heidelberg erschienen. Rezension von Mary Hawkesworth (Rutgers University), Amerikastudien/American Studies 67.1 (2022) 93–96.

## Wichtige Publikationen
- Unionsparteien, Sozialdemokratie und Vereinigte Staaten von Amerika 1945–1966. Droste, Düsseldorf 1983, ISBN 3-7700-5118-1 (= Beiträge zur Geschichte des Parlamentarismus und der politischen Parteien. Band 71; erweiterte Fassung der Dissertation von 1977). Digitalisat von 2024:
- Vor der großen Flut. Die europäische Migration in die Vereinigten Staaten von Amerika 1783–1820. Steiner, Stuttgart 2001, ISBN 3-515-07814-2 (= USA-Studien. Band 10).
- Colonial Encounters. Essays in Early American History and Culture. Winter, Heidelberg 2003, ISBN 3-8253-1535-5 (= American Studies. A Monograph Series. Band 109).
- zusammen mit Sabine Schindler: The Merits of Memory. Concepts, Contexts, Debates. Winter, Heidelberg 2008, ISBN 978-3-8253-5315-5 (= American Studies. A Monograph Series. Band 143).
- Halle Pietism, Colonial North America, and the Young United States. Steiner, Stuttgart 2008, ISBN 978-3-515-08767-4 (= USA-Studien. Band 15).
- Verleumdet, verfolgt, vertrieben. Der Wittenberger Arzt Paul Bosse und seine Familie 1900–1949. Mitteldeutscher Verlag, Halle (Saale) 2019, ISBN 978-3-96311-189-1.